# Patinação sobre rodas nos Jogos Pan-Americanos de 2019
As competições de patinação sobre rodas nos Jogos Pan-Americanos de 2019 foram realizadas entre 26 de julho e 10 de agosto em Lima, Peru. 
As provas de velocidade ocorreram na Pista de Patinação em Costa Verde com seis eventos no total (três para homens e três para mulheres), e a patinação artística ocorreu no Polidesportivo 3 da Villa Desportiva Nacional com uma prova para cada gênero.

## Calendário
| Julho/ Agosto | Julho/ Agosto | 24 | 25 | 26 | 27 | 28 | 29 | 30 | 31 | 1 | 2 | 3 | 4 | 5 | 6 | 7 | 8 | 9 | 10 | 11 |
| ------------- | ------------- | -- | -- | -- | -- | -- | -- | -- | -- | - | - | - | - | - | - | - | - | - | -- | -- |
| Patinação     | Artística     |    |    |    | 2  |    |    |    |    |   |   |   |   |   |   |   |   |   |    |    |
| Patinação     | Velocidade    |    |    |    |    |    |    |    |    |   |   |   |   |   |   |   |   | 2 | 4  |    |

|  | Dia de competição |  | Dia de final |

## Medalhistas
Artística
| Evento             | Ouro                       | Prata                              | Bronze                      |
| ------------------ | -------------------------- | ---------------------------------- | --------------------------- |
| Masculino detalhes | Juan Sánchez ARG Argentina | John Burchfield USA Estados Unidos | Gustavo Casado BRA Brasil   |
| Feminino detalhes  | Bruna Würts BRA Brasil     | Giselle Soler ARG Argentina        | Eduarda Fuentes ECU Equador |

Velocidade
| Evento                                    | Ouro                        | Prata                         | Bronze                           |
| ----------------------------------------- | --------------------------- | ----------------------------- | -------------------------------- |
| 300 m contra o relógio masculino detalhes | Pedro Causil COL Colômbia   | Jhoan Guzman VEN Venezuela    | Jorge Martinez MEX México        |
| 300 m contra o relógio feminino detalhes  | Maria Moya CHI Chile        | Geiny Pajaro COL Colômbia     | Dalia Soberanis GUA Guatemala    |
| 500 m masculino detalhes                  | Pedro Causil COL Colômbia   | Jorge Martinez MEX México     | Jhoan Guzman VEN Venezuela       |
| 500 m feminino detalhes                   | Geiny Pajaro COL Colômbia   | Dalia Soberanis GUA Guatemala | Veronica Elias MEX México        |
| 10000 m eliminação masculino detalhes     | Alex Cujavante COL Colômbia | Hugo Ramirez CHI Chile        | Jorge Bolanos ECU Equador        |
| 10000 m eliminação feminino detalhes      | Johana Viveros COL Colômbia | Javiera San Martin CHI Chile  | Kelsey Helman USA Estados Unidos |

## Classificação
Um total de 56 patinadores se qualificaram para competir nos jogos, sendo 16 no estilo artístico e 40 em patinação de velocidade. O Campeonato Pan-Americano de cada disciplina realizada em 2018 foi utilizado para determinar a qualificação aos jogos. 

## Quadro de medalhas
| Ordem | País               | Medalha de ouro | Medalha de prata | Medalha de bronze |    |
| ----- | ------------------ | --------------- | ---------------- | ----------------- | -- |
| 1     | COL Colômbia       | 5               | 1                |                   | 6  |
| 2     | CHI Chile          | 1               | 2                |                   | 3  |
| 3     | ARG Argentina      | 1               | 1                |                   | 2  |
| 4     | BRA Brasil         | 1               |                  | 1                 | 2  |
| 5     | MEX México         |                 | 1                | 2                 | 3  |
| 6     | USA Estados Unidos |                 | 1                | 1                 | 2  |
| 6     | GUA Guatemala      |                 | 1                | 1                 | 2  |
| 6     | VEN Venezuela      |                 | 1                | 1                 | 2  |
| 7     | ECU Equador        |                 |                  | 2                 | 2  |
| TOTAL | TOTAL              | 8               | 8                | 9                 | 24 |